# Kasama Inari-jinja
Le Kasama Inari-jinja est un des trois plus grands sanctuaires Inari Okami au Japon, ayant obtenu l'ancien rang de premier niveau de cour. Selon les légendes associées au sanctuaire, il est fondé en 651 durant le règne de l'empereur Kōtoku, ce qui renvoie à une histoire qui remonte à plus de treize siècles.
Au cours de l'époque des Tokugawa ou époque d'Edo, le Kasama Inari-jinja qui reçoit le patronage dévoué du daimyo du domaine de Kasama, étend son influence non seulement dans la région de Kantō mais dans tout le Japon. À l'heure actuelle, le sanctuaire est visité par plus de 3,5 millions de pèlerins chaque année.
Le sanctuaire est dédié à Ukanomitama no kami, esprit ayant juridiction sur les cinq céréales et les denrées alimentaires, le kami de la racine de vie ayant la maîtrise des sources de la vie elle-même. Selon le plus ancien recueil de mythologie japonaise, le Kojiki (Actes de choses anciennes), Ukanomitama no kami est l'enfant de Susano no okami et Kamuoichihime no kami. Le « Uka » du nom signifie « esprit mystérieux demeurant dans le grain ».